# Chileens alkstormvogeltje
Het Chileens alkstormvogeltje (Pelecanoides garnotii) is een kleine zeevogel die leeft in de kustwateren van Peru en Chili in de Humboldtstroom. Het is een met uitsterven bedreigde vogelsoort die meestal op open zee verblijft en broedt in holen op rotseilanden voor de kusten van Peru en Chili. Deze vogel is genoemd naar de Franse natuuronderzoeker Prosper Garnot.

## Kenmerken
De vogel lijkt sterk het (gewone) alkstormvogeltje (Pelecanoides urinatrix), maar is iets groter, 21 tot 23 cm (alkstormvogeltje: 19 tot 22,5 cm). Het is een gedrongen vogel met korte vleugels, korte staart, met zwarte bovendelen en wit van onder. De poten zijn blauw. De snavel is haakvormig en kort en zwart gekleurd. Ze lijken een beetje op de kleine alk van het Noordelijk halfrond, maar daar zijn ze niet mee verwant.

## Leefwijze
Hij foerageert vooral op kleine vis (of de larven van deze vis) waaronder Peruaanse ansjovis (Engraulis ringens) en verder Krill (zoals de soort Euphausia mucronata) en kleine kreeftachtigen waaronder Pleuroncodes monodon.

## Voortplanting
Het nest wordt gemaakt in een zelf uitgegraven holletje in de grond. Het legsel bestaat uit een enkel ei, dat ongeveer 55 dagen wordt bebroed. Het jong blijft nog zeker 2 maanden in het nest, alvorens zelf voedsel te gaan zoeken.

## Leefgebied en verspreiding
Het Chileens alkstormvogeltje verblijft relatief ver uit de kust. Ze zijn waargenomen op 150 tot 200 km van hun broedgebieden. Ze broeden op de westkust van Zuid-Amerika vooral in het natuurgebied rond het schiereiland Paracas op de eilandengroepen San Gallán en La Vieja.

## Status
Het Chileens alkstormvogeltje is plaatselijk uitgestorven op tal van eilanden en rotskusten van Peru en Chili. Vroeger waren er miljoenen exemplaren, maar door de winning van guano (waarin ze hun nesten uitgroeven) ging de populatie snel achteruit. Zij werden gevangen en gebruikt als voedsel voor de arbeiders. Het alkstormvogeltje heeft nu een beperkt en bedreigd broedgebied en daardoor is de kans op uitsterven aanwezig. De grootte van de populatie werd in 1995/96 geschat op 12 tot 13 duizend broedparen. De populatie-aantallen nemen af door habitatverlies. De broedgebieden worden aangetast door de winning van guano, ingevoerde roofdieren zoals honden die gebruikt worden bij de jacht op konijnen en vossen. Verder vindt er verstoring plaats op de eilanden door (illegale) betreding. De grootte van de populatie is in 2020 geschat op 100 duizend volwassen vogels en dit aantal lijkt toe te nemen. Op de Rode lijst van de IUCN heeft deze soort de status gevoelig.